# 質取行為
質取行為（しちとりこうい）とは、中世日本において、債務者から弁済を受けられなかった債権者が、債務の賠償を求めて、債務者と同一の組織体に属する第三者（債務者との面識の有無は問わず）の動産を私的に差し押さえる行為。債権の発生原因は傷害・殺害などの不法行為であることもあり、第三者の財産の差押えだけでなく身柄拘束・傷害・殺害が行われることもあった。
14世紀の史料で既に確認できるが、16世紀後半に地域公権力によって多数の禁制が出され、17世紀には消滅したものとみられる。

## 呼称
債務者の属する組織体によって異なる呼び方がされるが、必ずしも行政区画の国・郷と一致するわけではない。
国質（くにじち）、郷質（ごうじち）、所質（ところじち）の3つが代表的なものであるが、この他に庄質、村質、郡質、方質、里質などが確認されている。
これらの呼称の違いは、債務者と第三者が属する組織体を厳密に指したものではなく、もっぱら地域性によって呼称が決まる。国質は全国的に分布するが、三河・尾張・美濃・近江を境として東に郷質、西に所質が分布する。その他の事例はきわめて少ない。

## 概説
国質・郷質の特質は「謂われなき方を取る」、すなわち債務者本人ではない第三者の身柄や動産を差押えの対象とすることにある。つまり国質・郷質というのは債務者の所属する集団たる国・郷を一つの政治的社会的結合体として理解する前提のもと、報復の対象を個人から集団に拡張するものである。このように中世において「個対個」の関係が「個対集団」ないし「集団対集団」の関係に容易に転化する背景には、当時の社会的結合体における強い一体感の意識がある。
中世日本における集団とそこに所属する個人の関係は、個人は集団の中においてはじめて全存在が保証されるというものであった。集団は外部から個人が被害を受けた場合に集団全体で報復を行うという形で個人にとって極めて強烈な保護機能を発揮した。逆に集団からの保護を失った個人というのは、生存権すら確保することが困難であった。『大内氏掟書』においては、大内氏の勘気を蒙って主従関係の枠を外れた者は、「公界往来人」と同じものとして、その者が殺害されようと大内氏としては一切関与せず、従って殺害者も処罰を受けないとの条項がある。ここには所属集団から追放された個人のあり方が端的に示されている。
所属集団によって個人が保護されるという事実は反面、個人が所属集団に対する報復の一環として被害を受ける場合があることを意味した。後述するように伊達氏の分国法『塵芥集』には国質に関する手続規定が存在するが、その直後に「人をきり、人をころし候へんほう（返報）として、おなし国の者、たこく（他国）にて相かゝへられ、又ハうたるゝ事あらは、根本おかし候つミのやからを尋さくり、せいはい（成敗）をくわふへきなり」との規定がある。ここでは、殺害行為の報復として、加害者と同国の者が拘束ないし殺害される場合があることが示されている。ここには報復対象となる集団が一種の運命共同体のようなものとして、そこに属する個人はその有機体の一部として意識されていたことが現れている。国質・郷質という事象は、このような背景を前提として、当時の社会では債権債務関係ですら個人と個人の関係のみで完結するものではなかったことを示している。
現実的には、債務者本人から賠償を得る事が困難である場合に、直接関係のない債務者と同じ集団に属する者に被害を与えることで問題をその集団内部の問題に転化させ、その内部解決によって返還を実現しようとしたものとみることができる。
市場が債務者の同国人・同郷人を見つけて差押えをする場となったが、市場の平和を目指した大名権力によって質取行為は禁止されることとなった。

## 諸法における国質・郷質
伊勢国小倭衆一揆連判状（明応3年（1494年））
- 雖有可取当質事、就国質、無謂方不可取之、本主不然者、可取其在所事
  - 「謂われ無き方を取る」国質を禁止し、「其の在所を取るべし」とする。「国質」の初見史料とされる[13]。

細川政元の定書（文亀元年（1501年））
- 或人をころし、或国しち、所質とかうし荷物をとゝめ、又ハ以不知行之地他人にけいやくし、令物忩、其外口舌以下、与力、被官たりといふとも、一切に被停止畢、若不承知輩ハ、准先条可有御成敗事[14]

永正7年（1510年）2月20日左衛門尉・近江守・若狭守連署掟（『武家名目抄』）
- 一　国質所質之事（中略）右条々堅令停止訖、諸商人守此等之旨、於当市可致売買、若至違犯之輩者、可加成敗者也、所定置如件

今川仮名目録
- 国質をとる事、当職と当奉行にことはらず、為私とるの輩は、可処罪過候也。
  - 今川氏の領国内で国質をとる際に当職と当奉行に断ることを定めた規定[16]。

塵芥集
- たこく（他国）のしちをかゝへ候事、そのちとう（地頭）、しう人へたんかう（談合）の事ハ、申にをよはすしゆこしき（守護職）へひろうせしめ、これをとるへし、しゆこのきをうけとるのうへ、そのところのちとう、いらんにをよふへからさる也、（127条）
  - 伊達氏の領国内の債権者が国質を取る際の手続を定める。
- おなしくに（国）の内にて、たかう（他郷）のしちにをよふ事、そのちとう（地頭）、しうにん（主人）へ二度三度たんかう（談合）せしめ、これをとるへし、しかるにしうにん、ちとうふさた（不沙汰）により、たかう（他郷）のちとう（地頭）へ申とゝけすハ、とりて（取手）ならひにちとう、ともにもつて越度たるへきなり、（128条）
  - 同国内で郷質を取る際に、質を取る側の地頭・主人と質を取られる側の地頭の談合を求める。
- おなし国のもの、たこく（他国）にてしちにかゝへられ候ハゝ、其根本のとかにん（科人）を尋ねさくり、せいはい（成敗）をくわふへきなり、たゝしくたんのとかにん、ふさたのものにあひあたるほと、いましちにとられ候かたへ、こと〱くわきまへすまし、わひこと（侘言）いたし候ハゝ、いせんのとかをゆるすへきなり、（129条）
  - 伊達氏の領国内の者が他国で国質に取られた場合の規定。その場合、科人、すなわち債務者を探し尋ねて成敗すべきであるが、科人が債務を弁済し詫びるならば許すべきであるとする。

天文21年（1552年）10月12日付大森平右衛門尉宛織田信長折紙
- 知多郡篠島諸商人当所守山往反事、国質・郷質・所質并前々或喧嘩、或如何様之雖有宿意之儀、不可有違乱候、然者不可致敵味方者也、仍状如件（『古今消息集[18]』）
  - 「郷質」の初見史料とされる[19]。

楽市令・楽座令
- 於彼市国質郷質之儀、不可有之事、（永禄十三年十二月付け小山新市宛て徳川家康朱印状「松平乗承家蔵古文書」『新編岡崎市史』6巻・古代中世・史料編）
- 国質郷質不可取之事、（天正六年九月二十九日付け世田谷新宿宛て北条氏政掟書「大場代官屋敷保存会所蔵文書」『戦国遺文　後北条氏編』第3巻）
- 国質郷質不可取事、（天正十一年十一月十日付け高萩新宿宛て北条氏掟書写「新編武蔵風土記稿高麗郡八」『戦国遺文後　北条氏編』第4巻）
- 国質所しち停止事、（天正十三年十月九日付け直海郷北野村宛て前田利長掟書写「州崎文書」『富山県史』資料編4　近世　中）
- 楽市楽座たる上ハ、諸役令免許畢、并国質郷質不可押□、付、理不尽之催促使停止之事、（元亀三年九月付け金森宛て織田信長掟書「善立寺文書」『増訂織田信長文書の研究』上巻）
- 当町出入之者、郷質所質停止之事、（天正二年五月付け金森宛て佐久間信栄掟書写「守山甲共有文書二」『大日本史料　第十編之二十』）
- 喧嘩口論、并国質・所質・押買・押売・宿之押借以下、一切停止事、（天正五年六月付け安土山下町宛て織田信長掟書「近江八幡市所蔵文書」『増訂織田信長文書の研究』下巻）
- 喧嘩口論、并国質・所質・押買・押売、宿之押借已下、一切停止事、（天正十四年六月付け八幡山下町宛て羽柴秀次掟書「近江八幡市立資料館所蔵文書」『中世法制史史料集』5巻・武家法Ⅲ）

## 関連文献
- 神田, 千里「国質・郷質と領主間交渉」『日本歴史』第382巻、1980年、ISSN 03869164。
- 桜井, 英治「所質考」『遙かなる中世』第14巻、1995年、ISSN 02883074。
- 島田, 次郎「郷質と中世共同体―高質と郷質をめぐって―」『経済学論纂』第31巻第1-2号、1990年、ISSN 04534778。
- 村岡, 幹生「『所質』『国質』考異説―中世の自力救済と上位暴力依存―」『歴史の理論と教育』第87巻、1993年、ISSN 02874393。